# Bradley (Familienname)
Bradley ist ein ursprünglich ortsbezogener englischer Familienname, abgeleitet von einem verbreiteten englischen Ortsnamen mit der Bedeutung „ausgedehnte Abholzung“.

## Namensträger

### A
- Al Bradley, Pseudonym von Alfonso Brescia (1930–2001), italienischer Regisseur und Drehbuchautor
- Alan Bradley (* 1938), kanadischer Autor
- Alison Bradley (* 1979), kanadische Softballspielerin
- Allan Bradley, britischer Genetiker und Entrepreneur
- Amber Bradley (* 1980), australische Ruderin
- Andrew Bradley (* 1982), österreichischer Radrennfahrer
- Andrew Cecil Bradley (1851–1935), britischer Literaturwissenschaftler
- Annemarie Bradley-Sherron, amerikanische Friseurin
- Aubin Bradley (* 2010), US-amerikanische Schauspielerin
- Avery Bradley (* 1990), US-amerikanischer Basketballspieler

### B
- Benjamin Bradley (Pornodarsteller) (* 1982), US-amerikanischer Pornodarsteller
- Benjamin Franklin Bradley (1825–1897), US-amerikanischer Politiker
- Betty Bradley (1920–1989), US-amerikanische Sängerin
- Bill Bradley (* 1943), US-amerikanischer Politiker und Basketballspieler
- Bill Bradley (Radsportler) (1933–1997), englischer Radrennfahrer
- Bill Bradley (Musiker) (1938–1989), US-amerikanischer Jazz-Musiker
- Bob Bradley (* 1958), US-amerikanischer Fußballtrainer
- Bob Bradley (Boxer), südafrikanischer Boxer
- Brian Bradley (* 1965), kanadischer Eishockeyspieler
- Bruce Bradley (* 1947), US-amerikanischer Wasserballspieler

### C
- Catherine Ashmore Bradley (* 2007), US-amerikanische Schauspielerin
- Charles Bradley (Mediziner) (1902–1979), US-amerikanischer Psychiater
- Charles Bradley (Fußballspieler) (* 1886; † unbekannt), englischer Fußballspieler
- Charles Bradley (1948–2017), US-amerikanischer Soulsänger
- Charles Schenk Bradley (1853–1929), US-amerikanischer Erfinder
- Charles Warnell Bradley (* 1959), US-amerikanischer Basketballspieler
- Clive Bradley (1936–2005), Musiker und Arrangeur aus Trinidad und Tobago
- Conor Bradley (* 2003), nordirischer Fußballspieler
- Curtis Bradley (* 1964), US-amerikanischer Jurist und Hochschullehrer

### D
- Dan Beach Bradley (1804–1873), US-amerikanischer Missionar
- Daniel J. Bradley (1928–2010), irischer Physiker
- Daniel W. Bradley, US-amerikanischer Virologe
- David Bradley (Filmregisseur) (1920–1997), US-amerikanischer Filmregisseur, Schauspieler und Filmhistoriker
- David Bradley (Schauspieler, 1942) (* 1942), britischer Schauspieler
- David Bradley (Schriftsteller) (* 1950), US-amerikanischer Schriftsteller
- David Bradley (Schauspieler, September 1953) (David „Dai“ Bradley; * 1953), britischer Schauspieler
- David Bradley (Schauspieler, Oktober 1953) (* 1953), US-amerikanischer Schauspieler
- David Bradley (Mathematiker) (* 1963), Mathematiker
- David J. Bradley (* 1949), US-amerikanischer Informatikingenieur
- David W. Bradley (* 1955), US-amerikanischer Spieleentwickler
- Denis Mary Bradley (1846–1903), irisch-amerikanischer Geistlicher, Bischof von Manchester
- Dermot Bradley (1944–2009), irischer Militärhistoriker
- Donal Bradley (* 1962), britischer Physiker
- Donald Charlton Bradley (1924–2014), britischer Chemiker
- Doug Bradley (* 1954), britischer Schauspieler

### E
- Ed Bradley (1941–2006), US-amerikanischer Journalist
- Edward Bradley (1808–1847), US-amerikanischer Politiker
- Elizabeth Bradley (Ruderin) (* 1961), US-amerikanische Ruderin
- Elizabeth H. Bradley (* 1962), US-amerikanische Wirtschaftswissenschaftlerin und Hochschullehrerin
- Ernestine Bradley (* 1935), deutsch-US-amerikanische Hochschullehrerin und Autorin
- Esmond Bradley Martin (1941–2018), amerikanisch-kenianischer Tierschützer
- Everett Bradley (1897–1969), US-amerikanischer Leichtathlet

### F
- Flow Bradley (* 1974), österreichischer Liedermacher
- Francis Herbert Bradley (1846–1924), englischer Philosoph
- Frank M. Bradley, Vice Admiral der United States Navy
- Frederick Gordon Bradley (1888–1966), kanadischer Politiker
- Frederick Van Ness Bradley (1898–1947), US-amerikanischer Politiker

### G
- Garrett Bradley (* 1986), US-amerikanische Filmemacherin
- Gordon Bradley (1933–2008), englisch-US-amerikanischer Fußballspieler und -trainer
- Grace Bradley (1913–2010), US-amerikanische Schauspielerin

### H
- Harold Bradley (Pianist) (1904–1984), kanadischer Pianist
- Harold Bradley (Basketballtrainer) (1911–1985), US-amerikanischer Basketballtrainer
- Harold Bradley (Gitarrist) (1926–2019), US-amerikanischer Country-Gitarrist
- Harold Bradley (Schauspieler) (1929–2021), US-amerikanischer Schauspieler und Musiker
- Henry Bradley (Politiker) (um 1782–1825), US-amerikanischer Politiker
- Henry Bradley (Philologe) (1845–1923), britischer Philologe
- Henry Bradley (Footballspieler) (* 1953), US-amerikanischer American-Football-Spieler

### J
- James Bradley (1693–1762), englischer Astronom und Geistlicher
- James Bradley (Fußballspieler) (1881–1954), englischer Fußballspieler
- James Bradley (Schriftsteller) (* 1967), englischer Schriftsteller
- Jan Bradley (* 1943), US-amerikanische Sängerin
- Jean-Claude Bradley (1968–2014), Professor für Chemie
- Jeb Bradley (* 1952), US-amerikanischer Politiker
- Jeff Bradley (* 1961), US-amerikanischer Radrennfahrer
- Jennette Bradley (* 1952), US-amerikanische Politikerin
- Jeptha Bradley (1802–1864), US-amerikanischer Richter und Politiker
- Jerry Bradley (1940–2023), US-amerikanischer Musikproduzent
- John Bradley (Marinesoldat) (1923–1994), US-amerikanischer Marinesoldat
- John Bradley (Schauspieler), US-amerikanischer Schauspieler
- John A. Bradley (* um 1945), US-amerikanischer Militärpilot und Generalleutnant der US Air Force
- Joseph P. Bradley (1813–1892), US-amerikanischer Jurist
- Joseph S. Bradley (1900–1961), US-amerikanischer Generalmajor

### K
- Karen Bradley (* 1970), britische Politikerin (Conservative Party)
- Katherine Harris Bradley (1846–1914), britische Schriftstellerin, siehe Michael Field
- Keegan Bradley (* 1986), US-amerikanischer Golfer
- Keith Bradley, Baron Bradley (* 1950), britischer Politiker
- Kyle Bradley (* 1999), schottischer Fußballspieler

### L
- Leslie Bradley (1907–1974), US-amerikanischer Schauspieler
- Lewis R. Bradley (1805–1879), US-amerikanischer Politiker
- Lonnie Bradley (* 1968), US-amerikanischer Boxer
- Loretta Bradley (* 1941), US-amerikanische Psychologin

### M
- Malcolm Bradley (* 1948), englischer Snookerspieler
- Marc Bradley (* 1973), deutscher Filmkomponist
- Marion Zimmer Bradley (1930–1999), US-amerikanische Schriftstellerin
- Matt Bradley (Eishockeyspieler, 1978) (Matthew William Bradley; * 1978), kanadischer Eishockeyspieler und -scout
- Matt Bradley (Eishockeyspieler, 1997) (* 1997), italo-kanadischer Eishockeyspieler
- Megan Bradley (* 1983), US-amerikanische Tennisspielerin
- Michael Bradley (Basketballspieler) (* 1979), US-amerikanischer Basketballspieler
- Michael Bradley (Rugbyspieler) (* 1962), irischer Rugbyspieler und -trainer
- Michael Bradley (* 1987), US-amerikanischer Fußballspieler
- Michael J. Bradley (1897–1979), US-amerikanischer Politiker
- Mike Bradley (Politiker) (* 1955), kanadischer Politiker, Bürgermeister von Sarnia
- Mike Bradley (Leichtathlet) (* 1961), US-amerikanischer Sprinter
- Mike Bradley (Musiker), britischer Jazz-Schlagzeuger
- Milton Bradley (1836–1911), US-amerikanischer Zeichner, Verleger und Spielwarenhersteller
- Morgan Bradley (* 1990), neuseeländische Schauspielerin, Filmregisseurin, Filmproduzentin und Drehbuchautorin

### N
- Nathan B. Bradley (1831–1906), US-amerikanischer Politiker
- Nicole Bradley (* 1992), neuseeländische Hammerwerferin

### O
- Omar N. Bradley (1893–1981), US-amerikanischer General
- Oscar Lee Bradley (um 1910–?), US-amerikanischer Jazzschlagzeuger
- Owen Bradley (1915–1998), US-amerikanischer Musikproduzent

### P
- Paige Bradley, US-amerikanische Bildhauerin
- Pat Bradley (Boxer) (1884–1976), irisch-US-amerikanischer Boxer
- Pat Bradley (Beamter), nordirischer Beamter
- Pat Bradley (Golfspielerin) (Patricia Bradley; * 1951), US-amerikanische Golfspielerin
- Pat Bradley (Basketballspieler) (* 1976), US-amerikanischer Basketballspieler und -trainer
- Paul Bradley (Paul Bradley Couling; * 1944), britischer Popsänger, siehe Mal (Sänger)
- Paul Bradley (Schauspieler) (* 1955), englischer Schauspieler
- Paul Bradley (Produzent) (* 1957), englischer Filmproduzent
- Paul Joseph Bradley (* 1945), US-amerikanischer Priester, Bischof von Kalamazoo

### R
- Raymond S. Bradley (* 1948), US-amerikanischer Geowissenschaftler und Hochschullehrer
- Rebecca Bradley (* 1971), US-amerikanische Juristin
- Richard Bradley (Botaniker) (1688?–1732), britischer Botaniker
- Richard Bradley (Archäologe) (* 1946), britischer Archäologe
- Richard Bradley (Rennfahrer) (* 1991), britisch-singapurischer Rennfahrer
- Robert A. Bradley (1917–1998), US-amerikanischer Mediziner
- Ruth Bradley (* 1987), irische Schauspielerin
- Ryan Bradley (* 1983), US-amerikanischer Eiskunstläufer

### S
- Scott Bradley (Komponist) (1891–1977), US-amerikanischer Komponist und Pianist
- Scott Bradley (Politiker), kanadischer Geschäftsmann und Politiker (Liberale Partei Kanadas)
- Scott Bradley (Rennfahrer) (* 1976), US-amerikanischer Automobilrennfahrer
- Scott N. Bradley (* 1951), US-amerikanischer Politiker (Constitution Party)
- Scott William Bradley (* 1960), US-amerikanischer Baseballspieler
- Shawn Bradley (* 1972), US-amerikanischer Basketballspieler
- Sophie Bradley (* 1989), englische Fußballspielerin
- Stephen Bradley (Schauspieler), Schauspieler
- Stephen Bradley (Golfspieler) (* 1954), britischer Golfspieler
- Stephen Bradley (Reiter) (* 1962), US-amerikanischer Vielseitigkeitsreiter
- Stephen Bradley (Regisseur), irischer Regisseur, Drehbuchautor und Produzent
- Stephen Bradley (Fußballspieler) (* 1984), irischer Fußballspieler und -trainer
- Stephen R. Bradley (1754–1830), US-amerikanischer Politiker
- Steven Bradley (* 2002), schottischer Fußballspieler
- Sue Bradley-Kameli (* 1956), kanadische Leichtathletin

### T
- Tami Bradley (* 1970), kanadische Freestyle-Skiläuferin
- Thomas J. Bradley (1870–1901), US-amerikanischer Politiker, Kongressabgeordneter für New York
- Thomas J. Bradley (1917–1998), US-amerikanischer Politiker, Bürgermeister von Los Angeles, siehe Tom Bradley
- Thomas W. Bradley (1844–1920), US-amerikanischer Politiker
- Timothy Bradley (* 1983), US-amerikanischer Boxer
- Tom Bradley (1917–1998), US-amerikanischer Politiker, Bürgermeister von Los Angeles
- Tony Bradley (* 1998), US-amerikanischer Basketballspieler
- Truman Bradley (1905–1974), US-amerikanischer Schauspieler

### W
- Walter Bradley (* 1946), US-amerikanischer Politiker
- Wilbert Bradley (1926–1992), US-amerikanischer Tänzer, Choreograf und Schauspieler
- Will Bradley (1912–1989), US-amerikanischer Posaunist und Bandleader
- William Bradley (Marineoffizier) (1758–1833), britischer Marineoffizier
- William Bradley (Fußballspieler) (1893–??), englischer Fußballspieler
- William Bradley (Rennfahrer) (1931–2000), britischer Autorennfahrer
- William Bradley (Schauspieler), Schauspieler und Produzent
- William A. Bradley (1794–1867), US-amerikanischer Politiker
- William „Bill“ Bradley (1933–1997), britischer Radrennfahrer, siehe Bill Bradley (Radsportler)
- William Czar Bradley (1782–1867), US-amerikanischer Politiker
- William G. Bradley, US-amerikanischer Radiologe und Hochschullehrer
- William H. Bradley (1868–1962), US-amerikanischer Künstler
- William Lee Bradley (1918–2007), US-amerikanischer Religionswissenschaftler
- William O’Connell Bradley (1847–1914), US-amerikanischer Politiker
- Willis W. Bradley (1884–1954), US-amerikanischer Politiker
- Wilmot Hyde Bradley (1899–1979), US-amerikanischer Geologe